# Mátraszőlős-Hasznos megállóhely
Mátraszőlős-Hasznos megállóhely egy Nógrád vármegyei vasútállomás, Mátraszőlős település közelében – Tar község közigazgatási területén, a hasznosi határ mellett –, a MÁV üzemeltetésében. Közúti megközelítését a 21-es főútat (Mátraszőlős) és a 2408-as utat (Pásztó) összekötő 2421-es (korábbi útszámozás szerint 24 303-as) út biztosítja.

## Vasútvonalak
A megállóhelyet az alábbi vasútvonalak érintik:
- Hatvan–Somoskőújfalu-vasútvonal

## Kapcsolódó állomások
A megállóhelyhez az alábbi állomások vannak a legközelebb:
- Tar vasútállomás (Hatvan–Somoskőújfalu-vasútvonal)
- Pásztó vasútállomás (Hatvan–Somoskőújfalu-vasútvonal)

## Forgalom
| Járat        | Útvonal | Gyakoriság   |
| ------------ | --- | ------------ |
| személyvonat | Hatvan – Mátravidéki Erőmű – Lőrinci – Selyp – Apc-Zagyvaszántó – Jobbágyi – Szurdokpüspöki – Pásztó – Mátraszőlős-Hasznos – Tar – Mátraverebély – Nagybátony – Kisterenye – Kisterenye-Bányatelep – Zagyvapálfalva – Salgótarján külső – Salgótarján – Somoskőújfalu | 1-2 óránként |